# Clinical & Experimental Metastasis
Clinical & Experimental Metastasis is een internationaal, aan collegiale toetsing onderworpen wetenschappelijk tijdschrift op het gebied van de oncologie. De naam wordt in literatuurverwijzingen meestal afgekort tot Clin. Exp. Metastasis. Het wordt uitgegeven door Springer Science+Business Media en verschijnt 8 keer per jaar.